# Masalia flavirosea
Masalia flavirosea là một loài bướm đêm trong họ Noctuidae.